# Maurice Constantin Perrin
Pour les articles homonymes, voir Perrin.
Maurice Constantin Perrin, né le 13 avril 1826 à Vézelise (Meurthe) et mort le 31 août 1889, est un chirurgien français.

## Parcours
Maurice Constantin Perrin était directeur des conférences d'ophtalmoscopie et d'optométrie, médecin inspecteur de l'armée et professeur de chirurgie à l'École d'application de médecine militaire à l'hôpital Val-De-Grâce. Il a effectué ses études de médecine à Paris et il a obtenu son doctorat en 1851 intitulé : De l’huile de foie de morue, et de ses effets dans la phthisie pulmonaire.

## Maladie de Perrin-Ferraton
Il a donné son nom en 1859, avec Louis-Marius Ferraton en 1905, à la maladie qui se caractérise par l'apparition d'un claquement dont la spécificité et d'être bref et sec. Cette affection se produit dans certains mouvements de la hanche et s'observe chez les personnes nerveuses et anxieuses. On l'appelle aussi la maladie de la hanche à ressaut. Une intervention chirurgicale est envisageable si cela est anatomiquement possible.